# Monte Vidon Corrado
Monte Vidon Corrado: Olaszország, Marche régió, Fermo megye.

## Története
A római kor óta lakott terület, az akkor jelentős Falerone szomszédságában.

## Látnivalók
- San Vito mártír templom
- Centro Studi Osvaldo Licini (Licini Múzeum és Emlékház)

## Ünnepek, események
- S. Vito mártír ünnepe (június 15)
- Centro Studi Licini kiállítása (július-augusztus)
- Gesztenye vásár (október)

## Polgárai
Osvaldo Licini (1894-1958) az olasz absztrakt festészet elismert alakja.

## Képek

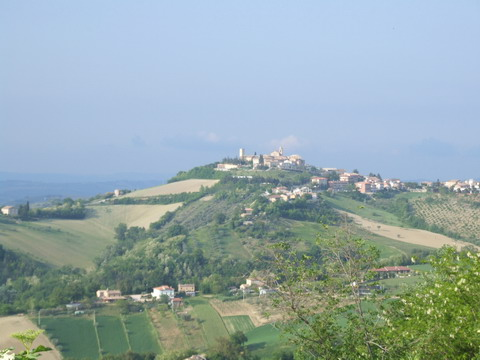
Monte Vidon Corrado, Falerone felől